# پیتر بران
پیتر بران (بلغاری: Петър Берон؛ ۱ ژانویه ۱۷۹۹ – ۲۱ مارس ۱۸۷۱) یک دانشمند اهل بلغارستان بود.